# Montenars
Montenars (friülà Montenârs) és un municipi italià, dins de la província d'Udine. L'any 2007 tenia 572 habitants. Limita amb els municipis d'Artegna, Gemona del Friuli, Lusevera, Magnano in Riviera i Tarcento. Comprèn les fraccions de Capovilla, Cologna, Cretto, Flaipano, Frattins, Iòuf, Isola i Plazzariis. Fou un dels municipis més afectats pel terratrèmol del Friül de 1976, que hi provocà 35 morts.

## Administració
| Període | Identitat        | Partit        |
| ------- | ---------------- | ------------- |
| 2004-   | Antonio Mansutti | Llista cívica |

## Personatges il·lustres
- Checo Placerean, sacerdot i activista cultural friülès.